# Cirratuliformia
Cirratuliformia – podrząd wieloszczetów z infragromady Canalipalpata i rzędu Terebellida

## Taksonomia i opis
Dawniej zaliczano tu dwie rodziny: Cirrarulidae i Acrocirridae, a sam podrząd zaliczano do rzędu Spionida, wśród których jego przedstawiciele wyróżniali się posiadaniem jednej pary wyżłobionych głaszczków lub ich grupy na pierwszym lub kilku segmentach zaperistomalnych, prostomium bez przydatek oraz dwustronną gardzielą z grubą poduszką brzuszną.

## Systematyka
Obecnie zalicza się tu następujące rodziny:
- Acrocirridae Banse, 1969
- Cirratulidae Carus, 1863
- Ctenodrilidae Kennel, 1882
- Fauveliopsidae Hartman, 1971
- Flabelligeridae de Saint-Joseph, 1894
- Poeobiidae Heath, 1930
- Sternaspidae Carus, 1863